# Нендза (гміна)
Гміна Нендза (пол. Gmina Nędza) — сільська гміна у південній Польщі. Належить до Рациборського повіту Сілезького воєводства.
Станом на 31 грудня 2011 у гміні проживало 7291 особа.

## Географія
Річки: Суміна.

## Територія
Згідно з даними за 2007 рік площа гміни становила 57.14 км², у тому числі:
- орні землі: 39.00%
- ліси: 46.00%

Таким чином, площа гміни становить 10.50% площі повіту.

## Населення
Станом на 31 грудня 2011:
| Опис     | Загалом | Загалом | Чоловіки | Чоловіки | Жінки | Жінки |
| -------- | ------- | ------- | -------- | -------- | ----- | ----- |
| одиниця  | осіб    | %       | осіб     | %        | осіб  | %     |
| все      | 7291    | 100     | 3555     | 48.76    | 3736  | 51.24 |
| міське   | 0       | 100     | 0        |          | 0     |       |
| сільське | 7291    | 100     | 3555     | 48.76    | 3736  | 51.24 |

## Сусідні гміни
Гміна Нендза межує з такими гмінами: Кузня-Рациборська, Лискі, Рацибуж, Рудник.